# Ski nautique et wakeboard aux Jeux mondiaux de 2017
Navigation
Cali 2013 Birmingham 2022
Les épreuves de Ski nautique et wakeboard des Jeux mondiaux de 2017 ont lieu du 25 juillet au 27 juillet 2017 à Wrocław.

## Résultats détaillés

### Femmes - Figures

#### Qualifications
| Place | Pays        | Nom                 | Score |
| ----- | ----------- | ------------------- | ----- |
| 1     | États-Unis  | Anna Gay            | 9020  |
| 2     | Biélorussie | Natallia Berdnikava | 8060  |
| 3     | France      | Clementine Lucine   | 7750  |
| 4     | Pérou       | Natalia Cuglievan   | 6560  |
| 5     | Chili       | Valentina Gonzalez  | 6070  |
| 6     | Allemagne   | Giannina Bonnemann  | 4840  |
| 7     | Russie      | Tatiana Churakova   | 4790  |
| 8     | Belgique    | Kate Adriaensen     | 4140  |

- Qualifiée pour la finale

#### Finale
| Place | Pays        | Nom                 | Score |
| ----- | ----------- | ------------------- | ----- |
| 1     | Biélorussie | Natallia Berdnikava | 8720  |
| 2     | France      | Clementine Lucine   | 8250  |
| 3     | Allemagne   | Giannina Bonnemann  | 7920  |
| 4     | États-Unis  | Anna Gay            | 7850  |
| 5     | Pérou       | Natalia Cuglievan   | 5460  |
| 6     | Chili       | Valentina Gonzalez  | 3970  |

### Femmes - Saut

#### Qualifications
| Place | Pays        | Nom                  | Score |
| ----- | ----------- | -------------------- | ----- |
| 1     | Biélorussie | Natallia Berndnikava | 46,6  |
| 2     | Finlande    | Jutta Menestrina     | 46,5  |
| 3     | Grèce       | Marie Vympranietsova | 46,0  |
| 4     | France      | Nancy Chardin        | 44,4  |
| 5     | États-Unis  | Brittany Greenwood   | 42,7  |
| 6     | Allemagne   | Giannina Bonnemann   | 42,1  |
| 7     | Suède       | Lisa Francke         | 41,4  |
| 8     | Japon       | Saaya Hirosawa       | 40,8  |
| 9     | Italie      | Marialuisa Pajin     | 38,4  |

- Qualifiée pour la finale

#### Finale
| Place | Pays        | Nom                  | Score |
| ----- | ----------- | -------------------- | ----- |
| 1     | Biélorussie | Natallia Berndnikava | 48,8  |
| 2     | Grèce       | Maria Vympranietsova | 48,2  |
| 3     | Finlande    | Jutta Menestrina     | 47,7  |
| 4     | France      | Nancy Chardin        | 45,5  |
| 5     | Allemagne   | Giannina Bonnemann   | 42,7  |
| 6     | États-Unis  | Brittany Greenwood   | 40,0  |

### Femmes - Slalom

#### Qualifications
| Place | Pays       | Nom               | Score             |
| ----- | ---------- | ----------------- | ----------------- |
| 1     | France     | Clementine Lucina | 1,00 / 55 / 13,00 |
| 2     | Belgique   | Kate Adriaensen   | 0,00 / 55 / 13,00 |
| 3     | Suède      | Hanna Edeback     | 4,00 / 58 / 18,25 |
| 4     | Italie     | Marina Mosti      | 3,00 / 55 / 18,25 |
| 4     | Russie     | Alisa Chevkunova  | 3,00 / 55 / 18,25 |
| 6     | Allemagne  | Geena Krüger      | 2,00 / 55 / 18,25 |
| 7     | États-Unis | Samantha Dumala   | 0,00 / 55 / 18,25 |

- Qualifiée pour la finale

#### Finale
| Place | Pays       | Nom               | Score             |
| ----- | ---------- | ----------------- | ----------------- |
| 1     | Allemagne  | Geena Krüger      | 2,00 / 55 / 11,25 |
| 2     | France     | Clementine Lucine | 5,00 / 55 / 12,00 |
| 3     | Belgique   | Kate Adriaensen   | 5,00 / 55 / 12,00 |
| 4     | Russie     | Alisa Chevkunova  | 5,00 / 55 / 12,00 |
| 5     | États-Unis | Samantha Dumala   | 4,00 / 55 / 12,00 |
| 6     | Italie     | Marian Mosti      | 3,50 / 55 / 12,00 |
| 7     | Suède      | Hanna Edeback     | 0,00 / 55 / 18,25 |

### Femmes - Wakeboard

#### Qualifications
| Place     | Pays         | Nom              | Score     |
| 1re Série | 1re Série    | 1re Série        | 1re Série |
| --------- | ------------ | ---------------- | --------- |
| 1         | Corée du Sud | Yub Hee-hyun     | 53,45     |
| 2         | États-Unis   | Erika Lang       | 53,11     |
| 3         | États-Unis   | Nicola Butler    | 45,56     |
| 4         | Japon        | Otoha Kawahara   | 44,22     |
| 5         | Italie       | Alice Virag      | 45,67     |
| 6         | Chine        | Han Qui          | 40,89     |
| 2e Série  |              |                  |           |
| 1         | Italie       | Chiara Virag     | 45,33     |
| 2         | Japon        | Yuzuki Muneyasi  | 32,67     |
| 3         | Suède        | Caroline Djupsjo | 31,22     |
| 4         | Royaume-Uni  | Charlotte Bryant | 24,89     |
| 5         | Mexique      | Larisa Morales   | 21,45     |
| 6         | Pays-Bas     | Sanne Meijer     | 21,11     |

- Qualifiée pour la finale
- Qualifiée pour le repêchage

#### Repêchage
| Place         | Pays          | Nom              | Score         |
| 1re Repêchage | 1re Repêchage | 1re Repêchage    | 1re Repêchage |
| ------------- | ------------- | ---------------- | ------------- |
| 1             | Italie        | Alice Virag      | 43,56         |
| 2             | Japon         | Otoha Kawahara   | 42,34         |
| 3             | Chine         | Han Qui          | 42,22         |
| 4             | Suède         | Caroline Djupsjo | 39,44         |
| 2e Repêchage  |               |                  |               |
| 1             | États-Unis    | Nicola Butler    | 53,78         |
| 2             | Pays-Bas      | Sanne Meijer     | 52,56         |
| 3             | Royaume-Uni   | Charlotte Bryant | 45,56         |
| 4             | Mexique       | Larisa Morales   | 36,89         |

- Qualifiée pour la finale

#### Finale
| Place | Pays         | Nom             | Score |
| ----- | ------------ | --------------- | ----- |
| 1     | États-Unis   | Nicole Butler   | 66,78 |
| 2     | États-Unis   | Erika Lang      | 65,44 |
| 3     | Italie       | Alice Virag     | 55,22 |
| 4     | Corée du Sud | Yun Hee-hyun    | 52,33 |
| 5     | Japon        | Yuzuki Muneyasi | 50,67 |
| 6     | Italie       | Chiara Virag    | 47,22 |

### Hommes - Figures

#### Qualifications
| Place | Pays        | Nom                 | Score |
| ----- | ----------- | ------------------- | ----- |
| 1     | Australie   | Josh Briant         | 10510 |
| 2     | Tchéquie    | Martin Kolman       | 9450  |
| 3     | Grèce       | Nikolas Plytas      | 9140  |
| 4     | Biélorussie | Aljaksei Scharnasek | 8660  |
| 5     | Italie      | Nicholas Benatti    | 8510  |
| 6     | France      | Pierre Ballon       | 8130  |
| 7     | Mexique     | Patricio Font       | 7810  |
| 8     | Belgique    | Olivier Fortamps    | 7800  |
| 9     | Ukraine     | Danylo Filchenko    | 6940  |
| 10    | États-Unis  | Adam Pickos         | 4190  |
| 11    | Géorgie     | Genadi Guralia      | 2000  |

- Qualifié pour la finale

#### Finale
| Place | Pays        | Nom                 | Score |
| ----- | ----------- | ------------------- | ----- |
| 1     | Australie   | Josh Briant         | 10990 |
| 2     | France      | Pierre Ballon       | 10220 |
| 3     | Belgique    | Olivier Fortamps    | 9520  |
| 4     | Grèce       | Nikolas Plytas      | 9200  |
| 5     | Italie      | Nicholas Benatti    | 8670  |
| 6     | Mexique     | Patricio Font       | 7650  |
| 7     | Biélorussie | Aljaksei Scharnasek | 7520  |
| 8     | Tchéquie    | Martin Kolman       | 9450  |

### Hommes - Saut

#### Qualifications
| Place | Pays        | Nom                   | Score |
| ----- | ----------- | --------------------- | ----- |
| 1     | Royaume-Uni | Jack Critchley        | 60,5  |
| 2     | Allemagne   | Bojan Schippner       | 60,3  |
| 3     | Biélorussie | Aljaksandre Isajeu    | 60,1  |
| 4     | Tchéquie    | Adam Sedlmajer        | 59,7  |
| 5     | Italie      | Luca Spinelli         | 59,1  |
| 6     | Russie      | Igor Morozov          | 58,8  |
| 7     | Chili       | Rodrigo Miranda       | 58,4  |
| 8     | Autriche    | Claudio Koestenberger | 57,0  |
| 9     | Canada      | Alex Paradis          | 56,0  |
| 10    | Australie   | Josh Wallent          | 54,9  |
| 11    | Pologne     | Kamil Borysewicz      | 54,1  |
| 12    | Australie   | Josh Briant           | 52,0  |

- Qualifié pour la finale

#### Finale
| Place | Pays        | Nom                   | Score |
| ----- | ----------- | --------------------- | ----- |
| 1     | Allemagne   | Bojan Schippner       | 60,3  |
| 2     | Chili       | Rodrigo Miranda       | 62,8  |
| 3     | Biélorussie | Aljaksandre Isajeu    | 62,4  |
| 4     | Russie      | Igor Morozov          | 62,2  |
| 5     | Tchéquie    | Adam Sedlmajer        | 59,7  |
| 6     | Italie      | Luca Spinelli         | 59,7  |
| 7     | Autriche    | Claudio Koestenberger | 58,5  |
| 8     | Royaume-Uni | Jack Critchley        | 58,2  |

### Hommes - Slalom

#### Qualifications
| Place | Pays                   | Nom              | Score             |
| ----- | ---------------------- | ---------------- | ----------------- |
| 1     | Canada                 | Steve Neveu      | 2,00 / 58 / 12,00 |
| 2     | Tchéquie               | Adam Sedlmajer   | 1,00 / 58 / 12,00 |
| 3     | Australie              | Nick Adams       | 3,50 / 58 / 13,00 |
| 4     | Colombie               | Santigho Correa  | 3,00 / 58 / 13,00 |
| 5     | Mexique                | Sandro Ambrosi   | 5,00 / 58 / 18,25 |
| 6     | Italie                 | Thomas Degasperi | 3,00 / 58 / 18,25 |
| 6     | Suisse                 | Beny Stadlbauer  | 3,00 / 58 / 18,25 |
| 8     | Slovaquie              | Martin Bartalsky | 2,50 / 58 / 18,25 |
| 9     | République dominicaine | Robert Pigozzi   | 1,00 / 58 / 18,25 |
| -     | Allemagne              | Bojan Schippner  | DNS               |
| -     | Royaume-Uni            | Jack Critchley   | DNS               |

- Qualifié pour la finale
- DNS : Forfait (Do not start)

#### Finale
| Place | Pays                   | Nom              | Score             |
| ----- | ---------------------- | ---------------- | ----------------- |
| 1     | Tchéquie               | Adam Sedlmajer   | 3,00 / 58 / 10,75 |
| 2     | Canada                 | Steve Neveu      | 3,00 / 58 / 10,75 |
| 3     | Italie                 | Thomas Degasperi | 1,00 / 58 / 10,75 |
| 4     | Mexique                | Sandro Ambrosi   | 5,50 / 58 / 11,25 |
| 5     | Slovaquie              | Martin Bartalsky | 4,50 / 58 / 11,25 |
| 6     | Suisse                 | Beny Stadlbauer  | 4,00 / 58 / 11,25 |
| 7     | République dominicaine | Robert Pigozzi   | 4,00 / 58 / 11,25 |
| 8     | Australie              | Nick Adams       | 3,00 / 58 / 11,25 |
| 9     | Colombie               | Santiago Correa  | 0,50 / 58 / 11,25 |

### Hommes - Wakeboard

#### Qualifications
| Place     | Pays         | Nom               | Score     |
| 1re Série | 1re Série    | 1re Série         | 1re Série |
| --------- | ------------ | ----------------- | --------- |
| 1         | États-Unis   | Dan Powers        | 46,56     |
| 2         | Israël       | Guy Firer         | 45,00     |
| 3         | Canada       | Robbie McMillan   | 35,67     |
| 4         | Portugal     | Branco Bernardo   | 34,67     |
| 2e Série  |              |                   |           |
| 1         | Mexique      | Beto Perez        | 45,22     |
| 2         | France       | Lucas Langlois    | 41,56     |
| 3         | Australie    | Mike Cotton       | 41,22     |
| 4         | Australie    | Mitch Daniel      | 38,11     |
| 3e Série  |              |                   |           |
| 1         | Irlande      | David O’Caoimh    | 57,22     |
| 2         | Corée du Sud | Yun Sanghyun      | 53,33     |
| 3         | Suisse       | Jamie Huser       | 36,78     |
| 4         | France       | Bryce Corrand     | 31,56     |
| 5         | Lettonie     | Roberts Linavskis | 31,44     |
| 4e Série  |              |                   |           |
| 1         | Japon        | Shota Tezuka      | 59,00     |
| 2         | Royaume-Uni  | Dan Nott          | 51,22     |
| 3         | Argentine    | Alejo de Palma    | 39,22     |
| 4         | Colombie     | Juan Martin Velez | 34,89     |
| 5         | Espagne      | Jordan Darwin     | 29,11     |

- Qualifié pour les demi-finales
- Qualifié pour les repêchages

#### Repêchages
| Place         | Pays          | Nom               | Score         |
| 1re Repêchage | 1re Repêchage | 1re Repêchage     | 1re Repêchage |
| ------------- | ------------- | ----------------- | ------------- |
| 1             | Argentine     | Alejo de Palma    | 42,78         |
| 2             | Canada        | Robbie McMillan   | 40,89         |
| 3             | Australie     | Mitch Daniel      | 36,67         |
| 4             | France        | Bryce Corrand     | 35,22         |
| 5             | Lettonie      | Roberts Linavskis | 30,67         |
| 2e Repêchage  |               |                   |               |
| 1             | Colombie      | Juan Martin Velez | 48,22         |
| 2             | Suisse        | Jamie Huser       | 41,11         |
| 3             | Portugal      | Branco Bernardo   | 37,89         |
| 4             | Australie     | Mike Cotton       | 36,22         |
| 5             | Espagne       | Jordan Darwin     | 30,78         |

- Qualifié pour les demi-finales

#### Demi-finales
| Place            | Pays             | Nom               | Score            |
| 1re Demi-finales | 1re Demi-finales | 1re Demi-finales  | 1re Demi-finales |
| ---------------- | ---------------- | ----------------- | ---------------- |
| 1                | Corée du Sud     | Sanghyun Yun      | 75,78            |
| 2                | Colombie         | Juan Martin Velez | 55,44            |
| 3                | Mexique          | Beto Perez        | 54,56            |
| 4                | États-Unis       | Dan Powers        | 53,56            |
| 5                | Royaume-Uni      | Dan Nott          | 45,67            |
| 2e Demi-finales  |                  |                   |                  |
| 1                | Japon            | Shota Tezuka      | 83,33            |
| 2                | Israël           | Guy Firer         | 71,67            |
| 3                | Irlande          | David O’Caoimh    | 70,78            |
| 4                | Argentine        | Alejo de Palma    | 42,78            |
| 5                | France           | Lucas Langlois    | 10,44            |

- Qualifié pour la finale

#### Finale
| Place | Pays         | Nom               | Score |
| ----- | ------------ | ----------------- | ----- |
| 1     | Japon        | Shota Tezuka      | 87,89 |
| 2     | Corée du Sud | Sanghyun Yun      | 76,22 |
| 3     | Israël       | Guy Firer         | 70,89 |
| 4     | Mexique      | Beto Perez        | 56,89 |
| 5     | Colombie     | Juan Martin Velez | 46,22 |
| 6     | Irlande      | David O’Caoimh    | 19,22 |

## Podiums

### Femmes
| Épreuves  | Or                              | Argent                     | Bronze                       |
| --------- | ------------------------------- | -------------------------- | ---------------------------- |
| Figures   | Biélorussie Natallia Berdnikava | France Clémentine Lucine   | Allemagne Giannina Bonnemann |
| Saut      | Biélorussie Natallia Berdnikava | Grèce Marie Vympranietsova | Finlande Jutta Menestrina    |
| Slalom    | Allemagne Geena Krueger         | France Clémentine Lucine   | Belgique Kate Adriaensen     |
| Wakeboard | États-Unis Nicola Butler        | États-Unis Erika Lang      | Italie Alice Virag           |

### Hommes
| Épreuves  | Or                           | Argent                     | Bronze                       |
| --------- | ---------------------------- | -------------------------- | ---------------------------- |
| Figures   | Australie Josh Briant        | France Pierre Ballon       | Belgique Olivier Fortamps    |
| Saut      | Allemagne Bojan Schipner     | Chili Rodrigo Miranda (it) | Biélorussie Aleksandr Isayeu |
| Slalom    | Tchéquie Adam Sedlmajer (cs) | Canada Steve Neveu         | Italie Thomas Degasperi (en) |
| Wakeboard | Japon Shota Tezuka           | Corée du Sud Sanghyun Yun  | Israël Guy Firer             |

## Tableau des médailles
- Pays organisateur

| Rang  | Nation       | Or | Argent | Bronze | Total |
| ----- | ------------ | -- | ------ | ------ | ----- |
| 1     | Allemagne    | 2  | 0      | 1      | 3     |
| 1     | Biélorussie  | 2  | 0      | 1      | 3     |
| 2     | États-Unis   | 1  | 1      | 0      | 2     |
| 3     | Tchéquie     | 1  | 0      | 0      | 1     |
| 3     | Australie    | 1  | 0      | 0      | 1     |
| 3     | Japon        | 1  | 0      | 0      | 1     |
| 4     | France       | 0  | 3      | 0      | 3     |
| 5     | Canada       | 0  | 1      | 0      | 1     |
| 5     | Corée du Sud | 0  | 1      | 0      | 1     |
| 5     | Grèce        | 0  | 1      | 0      | 1     |
| 5     | Chili        | 0  | 1      | 0      | 1     |
| 6     | Belgique     | 0  | 0      | 2      | 2     |
| 6     | Italie       | 0  | 0      | 2      | 2     |
| 7     | Israël       | 0  | 0      | 1      | 1     |
| 7     | Finlande     | 0  | 0      | 1      | 1     |
| Total | Total        | 8  | 8      | 8      | 24    |